# 목포어울림도서관
목포어울림도서관은 전라남도 목포시에 있는 공립 도서관이다.

## 연혁
- 2022년 10월 31일 개관.